# EuroCoupe de basket-ball 2011-2012
Navigation
Édition précédente Édition suivante
L'EuroCoupe de basket-ball 2011-2012 est la dixième édition de la deuxième plus grande compétition de clubs dans la hiérarchie du basket-ball européen, après l'Euroligue.
Les éliminatoires se déroulent du 27 septembre au 4 octobre, tandis que la première phase de la saison régulière a lieu du 15 novembre au 20 décembre et la seconde du 17 janvier au 28 février. La finale se joue le 15 avril 2012.

## Déroulement
Le tour principal de la compétition est ouvert à 32 équipes dont :
- 10 équipes qualifiées directement via leur classement en championnat national ou sur invitation de l'ULEB (wild-card) ;
- 14 équipes qualifiées à la suite de leur élimination au tour préliminaire d'Euroligue et reversées en EuroCoupe ;
- 8 équipes qualifiées après le tour préliminaire d'EuroCoupe. Les huit équipes perdantes de ce tour préliminaire sont reversées en EuroChallenge.

Lors de la phase régulière, les 32 équipes sont réparties en huit groupes de quatre équipes. Les deux premières équipes se qualifient pour le Top 16. Celui-ci se déroule également sous la forme de championnat : quatre groupes de quatre équipes, dont les deux premiers sont qualifiés pour le « Final 8 ».
Ce dernier se déroule sur un lieu unique le même weekend et sous la forme d'une coupe (quarts de finale, demi-finales, finale). Dans chacun de ces tours, le vainqueur est déterminé sur une seule rencontre.

## Équipes participantes
| Pays (Ligue)                  | Équipes | Équipes (place dans le championnat national lors de la saison 2010-11) | Équipes (place dans le championnat national lors de la saison 2010-11) | Équipes (place dans le championnat national lors de la saison 2010-11) | Équipes (place dans le championnat national lors de la saison 2010-11) |
| ----------------------------- | ------- | ---------------------------------------------------------------------- | ---------------------------------------------------------------------- | ---------------------------------------------------------------------- | ---------------------------------------------------------------------- |
| France (Pro A)                | 4       | BCM Gravelines (3)                                                     | ASVEL WC (4)                                                           | Cholet Basket (2)                                                      | Le Mans SB WC (8)                                                      |
| Allemagne (BBL)               | 3       | ALBA Berlin WC (2)                                                     | Fraport Skyliners (3)                                                  | Bayern Munich WC (NC)                                                  |                                                                        |
| Russie (Superligue)           | 3       | BC Khimki Moscou (2)                                                   | Spartak St-Pétersbourg (7)                                             | Lokomotiv Kouban (4)                                                   |                                                                        |
| Belgique (Ethias)             | 2       | Dexia Mons-Hainaut (3)                                                 | Telenet Oostende (4)                                                   |                                                                        |                                                                        |
| Croatie (A-1 Liga)            | 2       | Cedevita Zagreb (2)                                                    | KK Cibona WC (4)                                                       |                                                                        |                                                                        |
| Espagne (ACB)                 | 2       | Valencia Basket (3)                                                    | Gran Canaria 2014 (5)                                                  |                                                                        |                                                                        |
| Grèce (ESAKE)                 | 2       | Aris BC (4)                                                            | PAOK Salonique (3)                                                     |                                                                        |                                                                        |
| Lituanie (LKL)                | 2       | Lietuvos Rytas (2)                                                     | BC Rūdupis (3)                                                         |                                                                        |                                                                        |
| Ukraine (SuperLeague)         | 2       | BC Donetsk WC (2)                                                      | BC Azovmach (5)                                                        |                                                                        |                                                                        |
| Bulgarie (NBL)                | 1       | Lukoil Academic (1)                                                    |                                                                        |                                                                        |                                                                        |
| Israël (Ligat Winner)         | 1       | Hapoël Jérusalem (3)                                                   |                                                                        |                                                                        |                                                                        |
| Italie (LegA)                 | 1       | Benetton Trévise (4)                                                   |                                                                        |                                                                        |                                                                        |
| Lettonie (LBL)                | 1       | VEF Riga (1)                                                           |                                                                        |                                                                        |                                                                        |
| Monténégro (Opportunity Liga) | 1       | Budućnost Voli (1)                                                     |                                                                        |                                                                        |                                                                        |
| Pays-Bas (Eredivisie)         | 1       | GasTerra Flames (2)                                                    |                                                                        |                                                                        |                                                                        |
| Pologne (PLK)                 | 1       | PGE Turów WC (2)                                                       |                                                                        |                                                                        |                                                                        |
| République tchèque (NBL)      | 1       | ČEZ Nymburk (1)                                                        |                                                                        |                                                                        |                                                                        |
| Slovénie (SKL)                | 1       | KK Krka Novo Mesto (1)                                                 |                                                                        |                                                                        |                                                                        |
| Turquie (TBL)                 | 1       | Banvit BK (3)                                                          |                                                                        |                                                                        |                                                                        |

WC = Wild-card

En gras les équipes reversées d'Euroligue.

En italique les équipes issues du tour préliminaire.
|  | Vainqueur                           |
|  | Finaliste                           |
|  | 3e place                            |
|  | 4e place                            |
|  | Éliminés en quarts de finale        |
|  | Éliminés lors du Top 16             |
|  | Éliminés lors de la phase régulière |

## Compétition

### Tour préliminaire
Seize équipes se rencontrent directement en matchs aller-retours (match aller le 27 septembre, match retour le 4 octobre). Les huit équipes victorieuses jouent le tour principal de l'EuroCoupe. Les huit équipes perdantes sont reversées en EuroChallenge.
| Équipe no 1               | Total     | Équipe no 2         | Aller   | Retour  |
| ------------------------- | --------- | ------------------- | ------- | ------- |
| BC Azovmach               | 153 - 140 | BK Ventspils        | 74 - 75 | 79 - 65 |
| Gran Canaria 2014         | 153 - 121 | Artland Dragons     | 61 - 56 | 92 - 65 |
| Dexia Mons-Hainaut        | 144 - 141 | Beşiktaş JK         | 70 - 78 | 74 - 63 |
| Cedevita Zagreb           | 157 - 147 | Élan Chalon         | 73 - 78 | 84 - 69 |
| Le Mans SB                | 160 - 151 | Pınar Karşıyaka     | 80 - 73 | 80 - 78 |
| Telenet Oostende          | 158 - 129 | Norrköping Dolphins | 88 - 62 | 70 - 67 |
| Spartak Saint-Pétersbourg | 143 - 123 | ETHA Éngomis        | 60 - 59 | 83 - 64 |
| BK Prostějov              | 142 - 157 | Lukoil Academic     | 65 - 70 | 77 - 87 |

Note : Les équipes de la colonne de gauche du tableau ci-dessus jouent le match aller à l'extérieur et le match retour à domicile.

### Phase régulière

#### Groupe A
| Rang | Équipe                   | Pts | J | G | P | Pp  | Pc  | Diff |  | Résultats (dom.\ext.)    |        |       |       |       |
| ---- | ------------------------ | --- | - | - | - | --- | --- | ---- |  | ------------------------ | ------ | ----- | ----- | ----- |
| 1    | BCM Gravelines Dunkerque | 11  | 6 | 5 | 1 | 517 | 430 | 87   |  | BCM Gravelines Dunkerque |        | 78-53 | 97-74 | 81-77 |
| 2    | BC Donetsk               | 11  | 6 | 5 | 1 | 463 | 443 | 20   |  | BC Donetsk               | 80-69  |       | 80-71 | 98-81 |
| 3    | Hapoël Jérusalem         | 8   | 6 | 2 | 4 | 463 | 493 | -30  |  | Hapoël Jérusalem         | 75-91  | 68-74 |       | 89-73 |
| 4    | KK Cibona                | 6   | 6 | 0 | 6 | 456 | 533 | -77  |  | KK Cibona                | 71-101 | 76-78 | 78-86 |       |

#### Groupe B
| Rang | Équipe           | Pts | J | G | P | Pp  | Pc  | Diff |  | Résultats (dom.\ext.) |       |       |       |       |
| ---- | ---------------- | --- | - | - | - | --- | --- | ---- |  | --------------------- | ----- | ----- | ----- | ----- |
| 1    | BC Khimki Moscou | 12  | 6 | 6 | 0 | 480 | 398 | 82   |  | BC Khimki Moscou      |       | 90-70 | 76-70 | 89-65 |
| 2    | VEF Riga         | 9   | 6 | 3 | 3 | 436 | 444 | -8   |  | VEF Riga              | 68-79 |       | 69-53 | 80-74 |
| 3    | Cholet Basket    | 8   | 6 | 2 | 4 | 389 | 428 | -39  |  | Cholet Basket         | 63-75 | 72-68 |       | 69-66 |
| 4    | PAOK Salonique   | 7   | 6 | 1 | 5 | 417 | 452 | -35  |  | PAOK Salonique        | 62-71 | 76-81 | 74-62 |       |

#### Groupe C
| Rang | Équipe          | Pts | J | G | P | Pp  | Pc  | Diff |  | Résultats (dom.\ext.) |       |       |       |       |
| ---- | --------------- | --- | - | - | - | --- | --- | ---- |  | --------------------- | ----- | ----- | ----- | ----- |
| 1    | ČEZ Nymburk     | 11  | 6 | 5 | 1 | 498 | 424 | 74   |  | ČEZ Nymburk           |       | 78-72 | 80-83 | 93-60 |
| 2    | Aris BC         | 10  | 6 | 4 | 2 | 431 | 397 | 34   |  | Aris BC               | 55-64 |       | 96-86 | 79-58 |
| 3    | BC Rūdupis      | 9   | 6 | 3 | 3 | 487 | 485 | 2    |  | BC Rūdupis            | 79-91 | 60-71 |       | 97-70 |
| 4    | Gasterra Flames | 6   | 6 | 0 | 6 | 391 | 501 | -110 |  | Gasterra Flames       | 75-92 | 51-58 | 77-82 |       |

#### Groupe D
| Rang | Équipe                  | Pts | J | G | P | Pp  | Pc  | Diff |  | Résultats (dom.\ext.)   |       |       |       |       |
| ---- | ----------------------- | --- | - | - | - | --- | --- | ---- |  | ----------------------- | ----- | ----- | ----- | ----- |
| 1    | ASVEL Lyon-Villeurbanne | 10  | 6 | 4 | 2 | 459 | 426 | 33   |  | ASVEL Lyon-Villeurbanne |       | 87-78 | 83-65 | 69-68 |
| 2    | Valencia Basket         | 10  | 6 | 4 | 2 | 487 | 447 | 40   |  | Valencia Basket         | 96-88 |       | 75-62 | 83-59 |
| 3    | Telenet Oostende        | 8   | 6 | 2 | 4 | 415 | 454 | -39  |  | Telenet Oostende        | 53-70 | 87-83 |       | 65-66 |
| 4    | Lukoil Academic         | 8   | 6 | 2 | 4 | 400 | 434 | -34  |  | Lukoil Academic         | 66-62 | 64-72 | 77-83 |       |

- Pour ASVEL Lyon-Villeurbanne - Lukoil Academic, le score était de 56-56 avant la prolongation.

#### Groupe E
| Rang | Équipe            | Pts | J | G | P | Pp  | Pc  | Diff |  | Résultats (dom.\ext.) |       |       |       |       |
| ---- | ----------------- | --- | - | - | - | --- | --- | ---- |  | --------------------- | ----- | ----- | ----- | ----- |
| 1    | Banvit BK         | 10  | 6 | 4 | 2 | 421 | 397 | 24   |  | Banvit BK             |       | 79-55 | 79-54 | 73-72 |
| 2    | Lokomotiv Kouban  | 10  | 6 | 4 | 2 | 431 | 399 | 32   |  | Lokomotiv Kouban      | 75-67 |       | 73-51 | 83-60 |
| 3    | Gran Canaria 2014 | 10  | 6 | 4 | 2 | 416 | 405 | 11   |  | Gran Canaria 2014     | 85-61 | 84-76 |       | 71-58 |
| 4    | Fraport Skyliners | 6   | 6 | 0 | 6 | 362 | 429 | -67  |  | Fraport Skyliners     | 56-62 | 58-69 | 58-71 |       |

#### Groupe F
| Rang | Équipe             | Pts | J | G | P | Pp  | Pc  | Diff |  | Résultats (dom.\ext.) |       |       |       |       |
| ---- | ------------------ | --- | - | - | - | --- | --- | ---- |  | --------------------- | ----- | ----- | ----- | ----- |
| 1    | Lietuvos Rytas     | 12  | 6 | 6 | 0 | 478 | 370 | 108  |  | Lietuvos Rytas        |       | 82-72 | 87-49 | 83-55 |
| 2    | KK Krka Novo Mesto | 10  | 6 | 4 | 2 | 434 | 421 | 13   |  | KK Krka Novo Mesto    | 65-73 |       | 68-65 | 74-70 |
| 3    | Le Mans SB         | 7   | 6 | 1 | 5 | 392 | 464 | -72  |  | Le Mans SB            | 62-79 | 65-84 |       | 75-67 |
| 4    | BC Azovmach        | 7   | 6 | 1 | 5 | 404 | 453 | -49  |  | BC Azovmach           | 67-74 | 66-71 | 79-76 |       |

#### Groupe G
| Rang | Équipe                    | Pts | J | G | P | Pp  | Pc  | Diff |  | Résultats (dom.\ext.)     |       |       |       |       |
| ---- | ------------------------- | --- | - | - | - | --- | --- | ---- |  | ------------------------- | ----- | ----- | ----- | ----- |
| 1    | Spartak Saint-Pétersbourg | 12  | 6 | 6 | 0 | 477 | 401 | 76   |  | Spartak Saint-Pétersbourg |       | 97-77 | 75-62 | 73-56 |
| 2    | Benetton Trévise          | 9   | 6 | 3 | 3 | 478 | 476 | 2    |  | Benetton Trévise          | 78-87 |       | 92-66 | 82-68 |
| 3    | Bayern Munich             | 8   | 6 | 2 | 4 | 404 | 436 | -32  |  | Bayern Munich             | 60-72 | 72-62 |       | 80-65 |
| 4    | Cedevita Zagreb           | 7   | 6 | 1 | 5 | 413 | 459 | -46  |  | Cedevita Zagreb           | 68-73 | 86-87 | 70-64 |       |

- Pour Cedevita Zagreb - Benetton Trévise, le score était de 74-74 avant la prolongation.

#### Groupe H
| Rang | Équipe             | Pts | J | G | P | Pp  | Pc  | Diff |  | Résultats (dom.\ext.) |       |       |       |       |
| ---- | ------------------ | --- | - | - | - | --- | --- | ---- |  | --------------------- | ----- | ----- | ----- | ----- |
| 1    | ALBA Berlin        | 11  | 6 | 5 | 1 | 485 | 421 | 64   |  | ALBA Berlin           |       | 86-68 | 83-63 | 79-68 |
| 2    | Budućnost Voli     | 9   | 6 | 3 | 3 | 416 | 425 | -9   |  | Budućnost Voli        | 57-72 |       | 85-78 | 75-50 |
| 3    | Dexia Mons-Hainaut | 8   | 6 | 2 | 4 | 445 | 463 | -18  |  | Dexia Mons-Hainaut    | 74-78 | 66-53 |       | 98-97 |
| 4    | PGE Turów          | 8   | 6 | 2 | 4 | 446 | 483 | -37  |  | PGE Turów             | 91-87 | 73-78 | 67-66 |       |

- Pour PGE Turów - ALBA Berlin, le score était de 72-72 avant la première prolongation et était à 80-80 avant la seconde prolongation.
- Pour Dexia Mons-Hainaut - PGE Turów, le score était de 74-74 avant la première prolongation et était à 85-85 avant la seconde prolongation.

### Top 16

#### Groupe I
| Rang | Équipe                   | Pts | J | G | P | Pp  | Pc  | Diff |  | Résultats (dom.\ext.)    |       |       |       |       |
| ---- | ------------------------ | --- | - | - | - | --- | --- | ---- |  | ------------------------ | ----- | ----- | ----- | ----- |
| 1    | Valencia Basket          | 12  | 6 | 6 | 0 | 463 | 387 | 76   |  | Valencia Basket          |       | 73-72 | 80-49 | 79-61 |
| 2    | ČEZ Nymburk              | 9   | 6 | 3 | 3 | 484 | 441 | 43   |  | ČEZ Nymburk              | 71-80 |       | 80-84 | 79-62 |
| 3    | VEF Riga                 | 9   | 6 | 3 | 3 | 432 | 456 | -24  |  | VEF Riga                 | 71-82 | 81-91 |       | 78-61 |
| 4    | BCM Gravelines Dunkerque | 6   | 6 | 0 | 6 | 370 | 465 | -95  |  | BCM Gravelines Dunkerque | 63-69 | 61-91 | 62-69 |       |

- Pour ČEZ Nymburk - VEF Riga, le score était de 68-68 avant la prolongation.

#### Groupe J
| Rang | Équipe                  | Pts | J | G | P | Pp  | Pc  | Diff |  | Résultats (dom.\ext.)   |       |       |       |       |
| ---- | ----------------------- | --- | - | - | - | --- | --- | ---- |  | ----------------------- | ----- | ----- | ----- | ----- |
| 1    | BC Donetsk              | 11  | 6 | 5 | 1 | 477 | 437 | 40   |  | BC Donetsk              |       | 85-67 | 93-87 | 81-74 |
| 2    | BC Khimki Moscou        | 11  | 6 | 5 | 1 | 465 | 419 | 46   |  | BC Khimki Moscou        | 68-55 |       | 86-80 | 88-72 |
| 3    | ASVEL Lyon-Villeurbanne | 7   | 6 | 1 | 5 | 460 | 477 | -17  |  | ASVEL Lyon-Villeurbanne | 75-86 | 79-83 |       | 79-52 |
| 4    | Aris BC                 | 7   | 6 | 1 | 5 | 389 | 458 | -69  |  | Aris BC                 | 66-77 | 48-73 | 77-60 |       |

#### Groupe K
| Rang | Équipe                    | Pts | J | G | P | Pp  | Pc  | Diff |  | Résultats (dom.\ext.)     |       |       |       |       |
| ---- | ------------------------- | --- | - | - | - | --- | --- | ---- |  | ------------------------- | ----- | ----- | ----- | ----- |
| 1    | Spartak Saint-Pétersbourg | 11  | 6 | 5 | 1 | 428 | 385 | 43   |  | Spartak Saint-Pétersbourg |       | 70-64 | 80-71 | 71-57 |
| 2    | Budućnost Voli            | 9   | 6 | 3 | 3 | 397 | 398 | -1   |  | Budućnost Voli            | 57-65 |       | 83-73 | 63-58 |
| 3    | Banvit BK                 | 9   | 6 | 3 | 3 | 430 | 428 | 2    |  | Banvit BK                 | 68-61 | 68-61 |       | 77-65 |
| 4    | KK Krka Novo Mesto        | 7   | 6 | 1 | 5 | 390 | 434 | -44  |  | KK Krka Novo Mesto        | 68-81 | 64-69 | 78-73 |       |

#### Groupe L
| Rang | Équipe           | Pts | J | G | P | Pp  | Pc  | Diff |  | Résultats (dom.\ext.) |       |       |       |       |
| ---- | ---------------- | --- | - | - | - | --- | --- | ---- |  | --------------------- | ----- | ----- | ----- | ----- |
| 1    | Lokomotiv Kouban | 10  | 6 | 4 | 2 | 466 | 452 | 14   |  | Lokomotiv Kouban      |       | 81-67 | 70-71 | 73-70 |
| 2    | Lietuvos Rytas   | 10  | 6 | 4 | 2 | 468 | 443 | 25   |  | Lietuvos Rytas        | 78-82 |       | 78-69 | 86-75 |
| 3    | Benetton Trévise | 9   | 6 | 3 | 3 | 447 | 451 | -4   |  | Benetton Trévise      | 87-76 | 74-80 |       | 72-64 |
| 4    | ALBA Berlin      | 7   | 6 | 1 | 5 | 433 | 468 | -35  |  | ALBA Berlin           | 79-84 | 62-79 | 83-74 |       |

### Quarts de finale
| Équipe no 1               | Total     | Équipe no 2      | Aller   | Retour  |
| ------------------------- | --------- | ---------------- | ------- | ------- |
| Valencia Basket           | 156 - 138 | Budućnost Voli   | 71 - 75 | 85 - 63 |
| BC Donetsk                | 145 - 154 | Lietuvos rytas   | 65 - 76 | 80 - 78 |
| Spartak Saint-Pétersbourg | 154 - 135 | ČEZ Nymburk      | 68 - 64 | 86 - 71 |
| Lokomotiv Kouban          | 153 - 158 | BC Khimki Moscou | 72 - 81 | 81 - 77 |

### Final Four
Le Final Four de l'EuroCoupe a lieu les 14 et 15 avril 2012 à la Novator Arena (6 000 places) de Khimki, salle de l'équipe du Khimki Moscou, dans la région de Moscou en Russie.
|  | Demi-finales           | Demi-finales     |                        |    | Finale   | Finale   |
|  | Demi-finales           | Demi-finales     |                        |    | Finale   | Finale   |
|  |                        |                  |                        |    |          |          |
|  | 14 avril               | 14 avril         |                        |    | 15 avril | 15 avril |
|  | 14 avril               | 14 avril         |                        |    | 15 avril | 15 avril |
|  | Valencia Basket        | 80               |                        |    | 15 avril | 15 avril |
|  | Valencia Basket        | 80               |                        |    | 15 avril | 15 avril |
|  | Lietuvos Rytas         | 70               |                        |    | 15 avril | 15 avril |
|  | Lietuvos Rytas         | 70               | Valencia Basket        | 68 |          |          |
|  | 14 avril               |                  | Valencia Basket        | 68 |          |          |
|  |                        | BC Khimki Moscou | 77                     |    |          |          |
|  | Spartak St-Pétersbourg | BC Khimki Moscou | 77                     | 73 |          |          |
|  | Spartak St-Pétersbourg |                  |                        | 73 |          |          |
|  | BC Khimki Moscou       | 77               |                        |    |          |          |
|  | BC Khimki Moscou       | 77               | Match pour la 3e place |    |          |          |
|  |                        |                  |                        |    |          |          |
|  | 15 avril               |                  |                        |    |          |          |
|  |                        |                  |                        |    |          |          |
|  | Lietuvos Rytas         | 71               |                        |    |          |          |
|  | Lietuvos Rytas         | 71               |                        |    |          |          |
|  | Spartak St-Pétersbourg | 62               |                        |    |          |          |
|  | Spartak St-Pétersbourg | 62               |                        |    |          |          |

## Récompenses individuelles

### Récompenses annuelles
- MVP de la saison régulière :  Patrick Beverley[3] (Spartak Saint-Pétersbourg)
- MVP de la finale :  Zoran Planinić[4] (Khimki Moscou)
- Entraîneur de l'année :  Jurij Zdovc[5] (Spartak Saint-Pétersbourg)
- Révélation de l'année :  Jonas Valančiūnas[6] (Lietuvos Rytas)
- Premier et deuxième cinq majeur

| Position          | Meilleur cinq majeur d'Eurocoupe | Équipe                    | Deuxième cinq majeur | Équipe                     |
| ----------------- | -------------------------------- | ------------------------- | -------------------- | -------------------------- |
| Meneur            | Patrick Beverley                 | Spartak Saint-Pétersbourg | Yotam Halperin       | Spartak Saint-Pétersbourg  |
| Arrière/Ailier    | Zoran Planinić                   | BC Khimki Moscou          | Ramel Curry          | BC Donetsk                 |
| Arrière/Ailier    | Renaldas Seibutis                | Lietuvos rytas            | Pavel Pumprla        | ČEZ Nymburk                |
| Ailier fort/Pivot | Nik Caner-Medley                 | Valencia Basket           | Jeremiah Massey      | Lokomotiv Kouban-Krasnodar |
| Ailier fort/Pivot | Jonas Valančiūnas                | Lietuvos Rytas            | Bojan Dubljević      | Budućnost                  |

### Récompenses hebdomadaires

#### MVP par journée

##### Saison régulière
| Journée | Joueur           | Équipe                  | Éval. |
| ------- | ---------------- | ----------------------- | ----- |
| 1       | Tony Parker      | ASVEL Lyon-Villeurbanne | 40    |
| 2       | J. R. Giddens    | PAOK Salonique          | 32    |
| 3       | Nik Caner-Medley | Valencia Basket         | 29    |
| 4       | Nikola Vučević   | Budućnost Voli          | 36    |
| 5       | Jeremiah Massey  | Lokomotiv Kuban         | 28    |
| 6       | Fabien Causeur   | Cholet Basket           | 33    |

##### Top 16
| Journée | Joueur                | Équipe                    | Éval. |
| ------- | --------------------- | ------------------------- | ----- |
| 1       | Patrick Beverley      | Spartak Saint-Pétersbourg | 27    |
| 2       | Loukas Mavrokefalides | Spartak Saint-Pétersbourg | 29    |
| 3       | Nando de Colo         | Valencia Basket           | 40    |
| 4       | Hilton Armstrong      | ASVEL Lyon-Villeurbanne   | 26    |
| 5       | DaShaun Wood          | ALBA Berlin               | 37    |
| 6       | Jeremiah Massey       | Lokomotiv Kouban          | 37    |

##### Quarts de finale
| Journée | Joueur          | Équipe                    | Éval. |
| ------- | --------------- | ------------------------- | ----- |
| 1       | Bojan Dubljević | KK Budućnost Podgorica    | 25    |
| 2       | Yotam Halperin  | Spartak Saint-Pétersbourg | 31    |

## Statistiques individuelles

### Points
| Rang | Joueur            | Équipe                 | MJ | Points | PPM   |
| ---- | ----------------- | ---------------------- | -- | ------ | ----- |
| 1.   | Ramel Curry       | BC Donetsk             | 14 | 230    | 16,43 |
| 2.   | Jeremiah Massey   | Lokomotiv Kouban       | 14 | 223    | 15,93 |
| 3.   | Ali Traore        | Lokomotiv Kouban       | 13 | 199    | 15,31 |
| 4.   | Chester Simmons   | ČEZ Basketball Nymburk | 14 | 211    | 15,07 |
| 5.   | Renaldas Seibutis | Lietuvos rytas         | 16 | 236    | 14,75 |

### Rebonds
| Rang | Joueur            | Équipe           | MJ | Rebonds | RPM  |
| ---- | ----------------- | ---------------- | -- | ------- | ---- |
| 1.   | Jeremiah Massey   | Lokomotiv Kouban | 14 | 117     | 8,36 |
| 2.   | Jonas Valančiūnas | Lietuvos rytas   | 16 | 122     | 7,63 |
| 3    | Ali Traore        | Lokomotiv Kouban | 13 | 92      | 7,08 |
| 4.   | Lawrence Roberts  | Lietuvos rytas   | 16 | 103     | 6,44 |
| 5.   | Nik Caner-Medley  | Valence          | 13 | 83      | 6,36 |

### Passes
| Rang | Joueur         | Équipe                 | MJ | Passes | PPM  |
| ---- | -------------- | ---------------------- | -- | ------ | ---- |
| 1.   | DaShaun Wood   | ALBA Berlin            | 12 | 65     | 5,42 |
| 2.   | Yotam Halperin | Spartak St-Pétersbourg | 14 | 74     | 5,29 |
| 3.   | Zoran Planinić | BC Khimki Moscou       | 15 | 73     | 4,87 |
| 4.   | Tyrese Rice    | Lietuvos rytas         | 15 | 70     | 4,67 |
| 5.   | Barış Ermiş    | Bandırma Banvit        | 10 | 45     | 4,50 |